# Национальный институт здравоохранения имени академика С. Авдалбекяна
Национальный институт здравоохранения имени академика С. Авдалбекяна (арм. Ակադեմիկոս Սուրեն Ավդալբեկյանի անվան առողջապահության ազգային ինստիտուտ), ранее — Ереванский всесоюзный (государственный) институт усовершенствования врачей (Բժիշկների կատարելագործման Երևանի համամիութենական ինստիտուտը, ЕрГИУВ), — научно-исследовательский институт в Ереване, Армения, основанный в 1963 году и названный в честь своего первого директора и основателя Сурена Авдалбекяна.

## История
В 1958 году в Ереванском медицинском институте (ЕГМУ) был открыт факультет усовершенствования врачей.
В 1963 году на его базе был создан отдельный Ереванский всесоюзный институт усовершенствования врачей, один из советских институтов усовершенствования врачей.
В 1966 году институт перешёл в юрисдикцию Министерства здравоохранения Армянской ССР.
В 1992 году он был преобразован в Национальный институт здравоохранения Министерства здравоохранения Республики Армения.
По состоянию на 2008 год в институте было три факультета и 58 кафедр.
В 2011 году постановлением правительства Армении образовательное отделение института было присоединено к образовательной системе ЕГМУ.